# 蔡福
蔡福，小说《水浒传》中人物，北京人氏，因当刽子手行刑手段高强，而人称“铁臂膊”，和弟弟蔡庆同是幹行刑和看守牢子这一行的。梁中书受李固之托要杀卢俊义，两人在狱中受梁山好汉之托照顾卢俊义。梁山人马攻打大名府，救出了卢俊义等人。蔡福、蔡庆兄弟也一同上了梁山。受招安后，在征讨方腊中，攻清溪时身负重伤，医治不痊而死。

## 影视形象
- 1998年央视版《水浒传》：邢國洲
- 2011年版《水浒传》：李國平